# Ducson

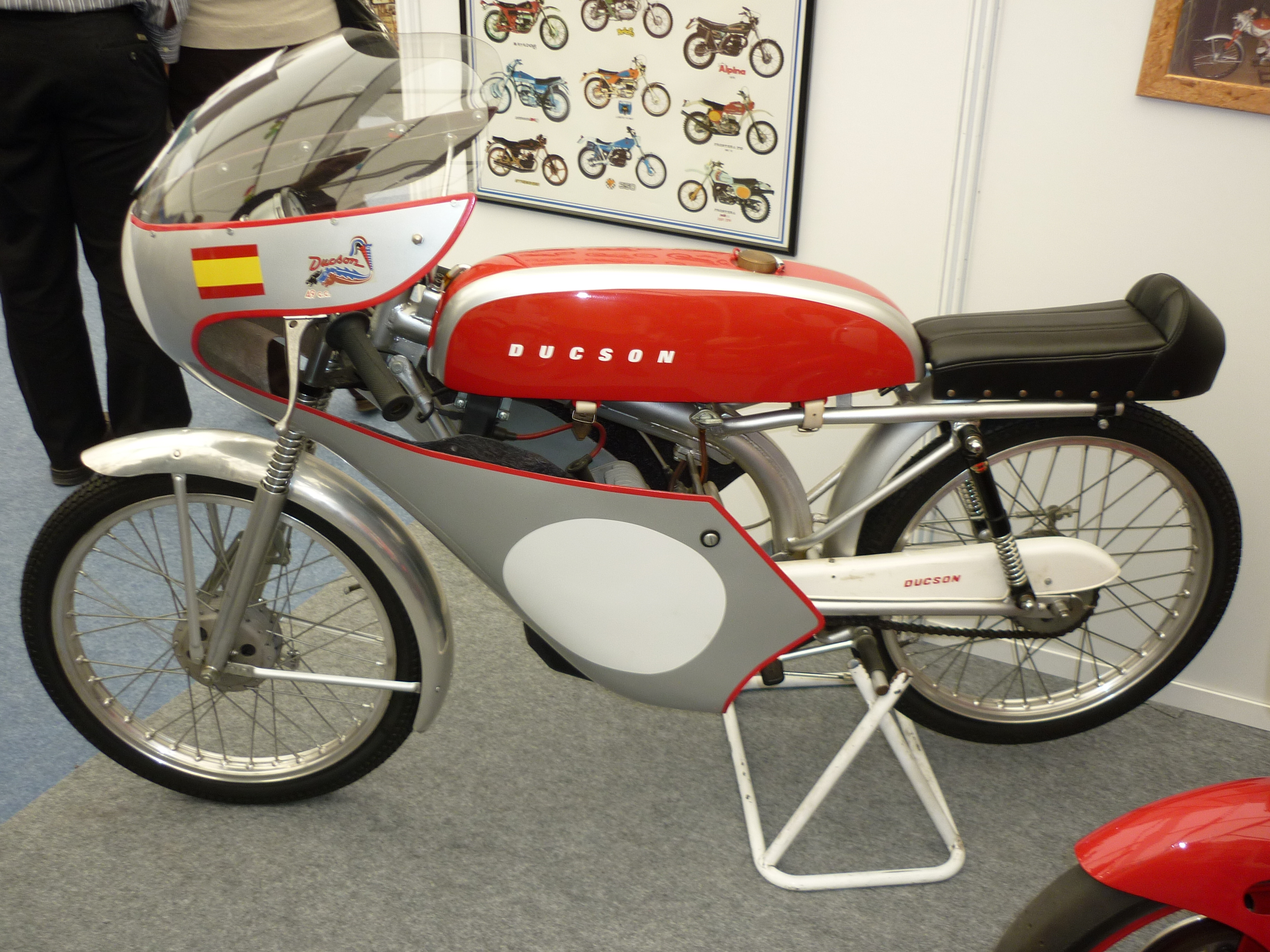
De Ducson 49cc.

Ducson is een Spaans historisch merk van motorfietsen.
De bedrijfsnaam was: Ducson Industrias Ciclistas Solá S.A., Barcelona (Mollet del Vallès).
Ducson was bij zijn oprichting in 1956 het eerste Spaanse motorfietsmerk. Het produceerde vooral tamelijk sportieve 49cc-tweetakten. Tot begin jaren zeventig maakte men de modellen S 10 met vier- en S 8 met drie versnellingen.